# XNXX
XNXX es un sitio web adulto francés para compartir y ver videos pornográficos. A partir del 12 de diciembre de 2015, fue clasificado como el octavo sitio web más visitado del mundo por SimilarWeb, y el 76. Se lanzó en agosto de 1997, siendo de las webs más longevas. Tiene su sede en París, con servidores y oficinas en Montreal, Tokio y Newark.
XNXX ya no es propiedad de la misma compañía que administra XVideos, solo fueron los primeros días de su creación, más sin embargo actualmente no tienen nada que ver con Xvideos, son totalmente diferentes y pertenecen a diferentes dueños.
En 2004, XNXX fue clasificado como una de «las dos plataformas de alojamiento de videos pornográficos más populares» junto con XHamster. Otro ranking lo colocó en los tres sitios de pornografía más populares a nivel mundial. Fue clasificado como el 5.º sitio más visitado en general, y el sitio de pornografía más visitado en Singapur. En 2018 se clasificó como el 5.º sitio de pornografía en la India y en los 20 primeros sitios en general.

## Historia
Según la compañía, el sitio web existe desde 2000, lo que lo convierte en uno de los espacios de pornografía más antiguos de Internet. Antes aparecía en la dirección www.xnxx-pics.com y limitaba su oferta a imágenes pornográficas muy destacables en todo el mundo con celebridades. Desde 2002 también se ha operado en la dirección de Internet correspondiente y con el tiempo, también se han agregado videoclips.

## Estadísticas y datos
En 2018, el sitio ocupó el puesto 74 entre los sitios web más vistos del mundo (medido por el ranking de Alexa en Internet). En Suiza llegó a posicionarse en el lugar 39 y en Austria en el trigésimo lugar 30 de los sitios web más visitados. La mayoría de los usuarios proceden de Estados Unidos, India, Europa y Egipto. La tasa de rebote es de alrededor del 20 %. En promedio, un usuario pasa 14 minutos y 7 segundos en la página todos los días. Como el sitio es uno de los pocos sitios de pornografía que no proviene de motores de búsqueda como Google está bloqueado, el 40 % de los usuarios encuentran el contenido correspondiente a través de búsquedas en motores de búsqueda.